# Премія Ґерарда Бонніра

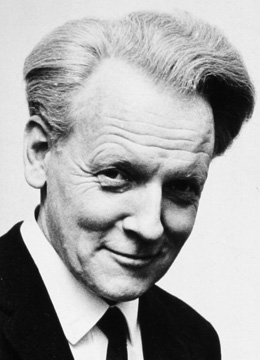
Пер Андерс Фуґельстрем, лауреат 1989 року

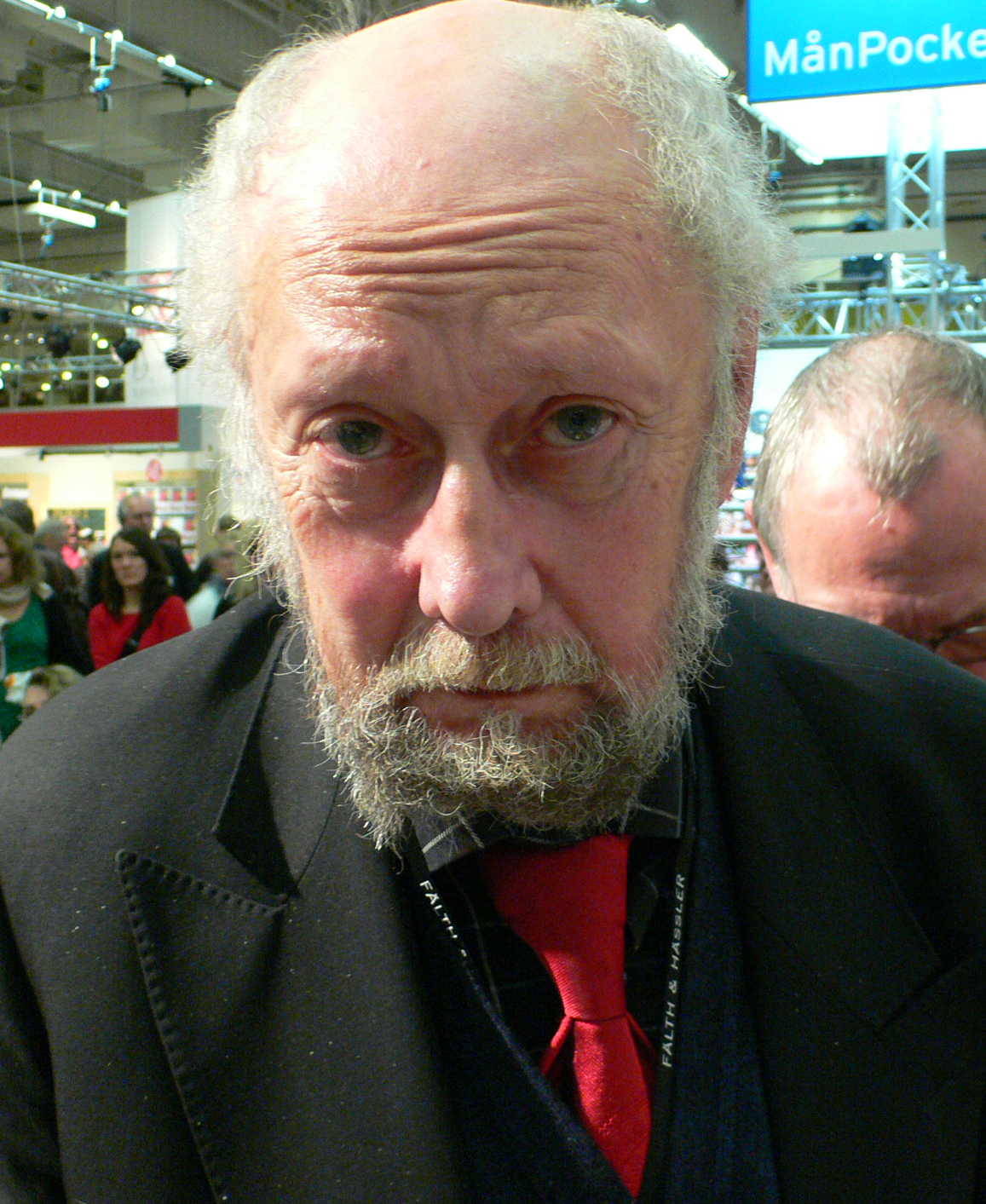
Торґню Ліндґрен, лауреат 1999 року

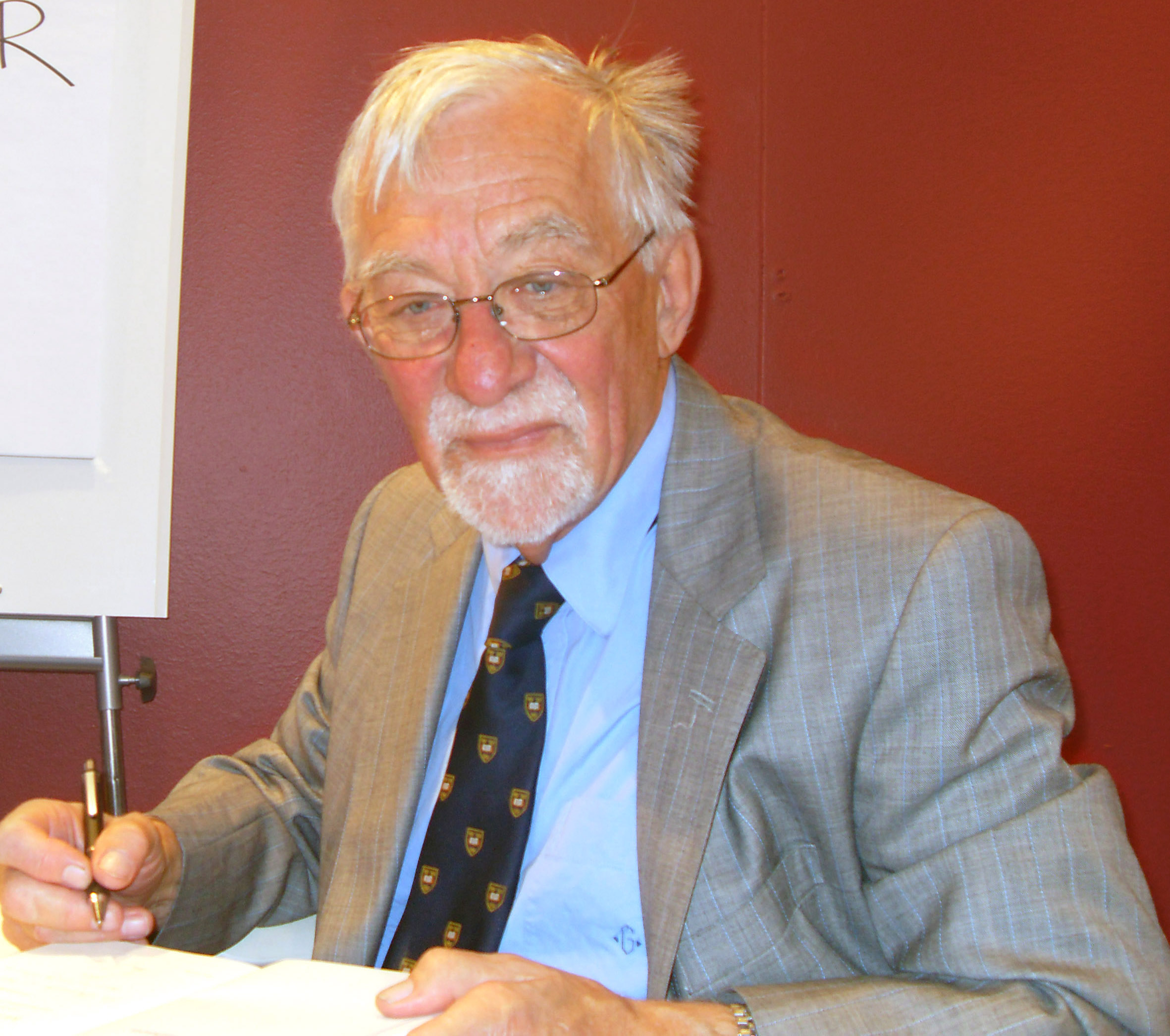
Ларс Ґустаффсон, лауреат 2006 року

Пре́мія Ґера́рда Бонні́ра (швед. Gerard Bonniers pris) — це літературна нагорода, яку Шведська академія щороку присуджує письменникам, що працюють у царині, яка цікавить Шведську академію. Грошовий еквівалент становить 200 000 шведських крон. Матеріальну основу цієї нагороди становить фонд, який заповів Ґерард (Ґергард) Боннір

## Лауреати
- 1988 Бенґт Голмквіст, Бірґітта Троціґ
- 1989 Віллі Чюрклунд, Пер Андерс Фуґельстрем
- 1990 Свен Альфонс, Ер'ян Ліндберґер
- 1991 Ларс Алін
- 1992 Свен Дельбланк
- 1993 Сара Лідман
- 1994 Карл Веннберг
- 1995 Пер Вестберг
- 1996 Ульф Лінде
- 1997 Єран Сонневі
- 1998 Бенґт Еміль Юнсон
- 1999 Торґню Ліндґрен
- 2000 Аґнета Плейєль
- 2001 Стіґ Ларссон
- 2002 Пер Улоф Енквіст
- 2003 Ян Стульпе
- 2004 Леннарт Шеґрен
- 2005 Ева Естерберг
- 2006 Ларс Ґустаффсон
- 2007 Карл-Геннінґ Війкмарк
- 2008 Улле Ґранат
- 2009 Клес Юлінґер
- 2010 Ульф Ерікссон
- 2011 Карін Юганіссон
- 2012 Пер Крістіан Єршильд
- 2013 Туре Френґсмюр
- 2014 Клаус-Юрґен Лідтке
- 2015 Ларс Свенссон